# Baronia de Nikli
La baronia de Nikli fou una de les dotze grans baronies creades al Principat d'Acaia el 1209. Nikli era a la vora de l'antiga Tegea i havia estat fundada pels romans d'Orient; una font cristiana encara es conserva al museu de la petita vila de Piali. Nikli i Veligosti eren considerades de les principals places de Morea. La baronia de Nikli estava formada per sis feus.

## Història

### La conquesta
El destí de Morea es va decidir per una única batalla campal. La ciutat de Patres va ser capturada en el primer assalt, i el castell va demanar condicions de rendició; la ciutat indefensa d'Andravida, la capital d'Elis (Èlida), els magnats i la comunitat amb els sacerdots van sortir portant la creu i els ícons sagrats, i va fer un homenatge a Guillem de Champlitte a condició que respectès les seves propietats; els arconts de la resta d'Elis i de Mesarea, «la terra mitjana», com Arcàdia era anomenada aleshores, van seguir l'exemple d'Andravida; la fortalesa de muralles baixes de Pontikokastro, o «Castell dels Ratolins», les ruïnes de les quals encara es poden veure al turó sobre el port de Katakolo, va ser fàcilment capturada i s'hi va instal·lar una guarnició. La torre «dels gegants» (o Kyparissia) a Arcàdia i el castell de Calamata van resistir un temps; però les dues fortaleses a banda i banda del promontori de Messènia, Modon ja portava anys deserta, mentre que la guarnició de Coron aviat es va rendir quan se’ls van garantir les seves cases i propietats.
Els elements més patriòtics i enèrgics indígenes van aconseguir reunir un exèrcit de entre quatre i sis mil homes, format per grecs de Nikli, Veligosti i Lacedemònia, eslau bel·licosos de la tribu dels Melings, que havia estat tan problemàtica per al govern romà d'Orient, i per un destacament dirigit per Miquel I Comnè Ducas (que havia deixat l'exèrcit de Bonifaci i s'havia establert com a senyor o despota de l'Epir) que va travessar el golf de Corint per atacar l'enemic comú. La batalla final es va lliurar al camp d'oliveres de Koundoura, al nord-est de Messènia. La petita força dels francs, d'entre cinc i set-cents homes, van derrotar completament els grecs, excessivament confiats; el dèspota es va retirar a les seves muntanyes i el Peloponès va caure en mans dels francs un lloc després un altre.
L'heroic guerrer Doxapatres, sembla que va aguantar en el petit però estratègic castell d'Araklovon, que dominava un congost de les muntanyes arcàdies i el seu rar heroisme, reflectit en algunes línies de la crònica grega, va fer una gran impressió en ments romàntiques. Els compiladors de la versió aragonesa diuen que cap home podia aixecar la seva maça i que la seva cuirassa pesava més de 150 lliures; una llegenda local ha mantingut viu el coratge de la seva filla, que es va deixar tirar des de dalt de la torre del castell abans de convertir-se en l'amant del conqueridor; i un dramaturg grec modern va convertir Maria Doxapatre en la heroïna d'una de les seves tragèdies.
Tot i que els tres punts forts de Lleó Esgur, Corint, Nàuplia i Làrissa, encara aguantaven i que Veligosti, Nikli i Lacedemònia estaven pendents de conquerir amb la roca aïllada de Monemvasia (el mariners locals havien tripulat sovint les armades imperials i els soldats havien repel·lit una host llatina), encara conservaven les seves llibertats tradicionals; tot i que els Tzakons de Leonidi i la tribu eslava dels Melings a les fortaleses del Taíget no reconeixien cap sobirà; i no obstant el Papa Inocenci III ja anomenava a Guillem de Champlitte «Príncep de tot Acaia». Concessions similars a les de l'Èlida van obtenir els ciutadans de llocs que es van rendir, com Coron, Calamata, Arkàdia, Nikli i Lacedemonia (La Cremonie); però la major part de la població autòctona vivia i moria en estat de servitud. La posició del serf era dura doncs no podia ni casar-se, ni donar la seva filla en matrimoni sense consentiment del seu senyor; si moria sense hereus, el seu senyor rebia totes les seves possessions; durant la seva vida no tenia cap motiu per ser treballador ja que el seu senyor tenia dret a prendre tots els seus béns i donar-los a un altre serf, sempre que li quedés el suficient per mantenir cos i ànima units. Fins i tot el seu cos era considerat com un simple objecte, i si un feudal matava un serf del seu veí per error, havia de donar un altre serf al amo del mort com a compensació; un amo podia regalar sempre els seus propis serfs a qui vulgués. Si una vassalla es casava amb un serf, no només ella, sinó ella i també els fills descendien al rang de servitud. Hi havia només dues maneres en què el serf es podria convertir en home lliure: per l'acte del príncep; o, en el cas d'una serva, per casar-se amb un home lliure. Cap serf podia rebre un regal de terra feudal sense permís del príncep; i, si el serf fos grec, les seves proves no es podien presentar en casos penals contra un feudal. Tot i així, fins i tot a l'Acaia feudal, el serf tenia alguns drets. Podria vendre els seus animals, si ho desitjava; podria pasturar els seus porcs sobre les glans que cobrien el terra dels boscos de roures, on, com tothom, podia tallar llenya indistintament, en gran detriment del país; i el seu senyor no el podia empresonar més d'una nit. A la pràctica, també, si creiem la versió aragonesa de la Crònica de la Morea, els conqueridors no va molestar els serfs en possessió dels seus béns. Però, excepte alguns privilegis, el serf era gairebé un esclau que treballava per al príncep, per als vassalls del príncep o per l'església dels francs, segons les paraules «sense sou i sense despeses» (segons el Papa Inocenci III).

### La baronia

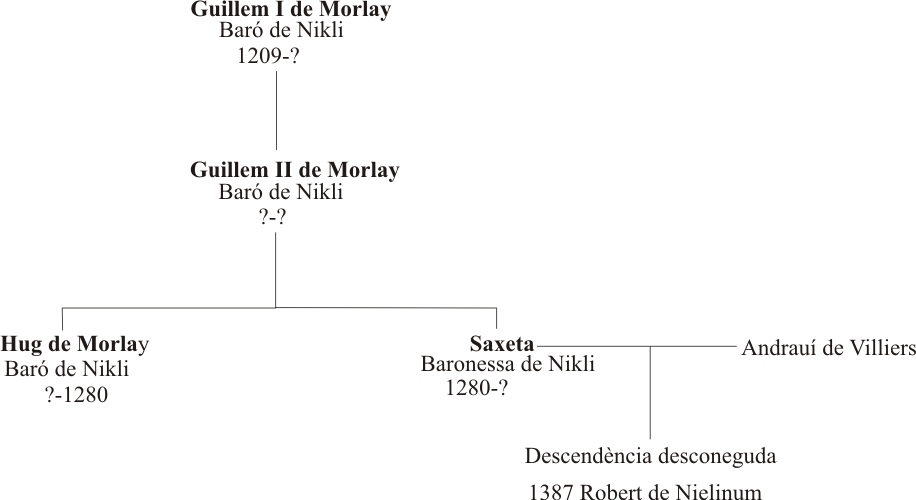
Arbre genealògic

Nikli i Veligosti encara no havien estat conquerides (tot i que els feus ja havien estat adjudicats); el turó petit de Veligosti es va prendre aviat; en canvi les altes muralles de Nikli van demostrar ser un obstacle més greu; però, quan els assetjants van prometre que passarien la guarnició per l'espasa, els seus parents grecs de fora els van instar a rendir-se i així ho van fer. Aquests dos llocs van ser lliurats als seus ja nomenats senyors feudals: Nikli amb els seus sis feus fou adjudicada a Guillem I de Morlay, el va seguir el seu fill Guillem II de Morlay i després el fill d'aquest Hug de Morlay, que havia mort ja el 1280; la baronia va passar a la seva germana Saxeta, casada amb Andruí de Villiers. La seva descendència es desconeguda, però el 1287 consta com a baró Robert de Niclinum.

### Reconquesta romana d'Orient
Després de set anys de pau el conflicte amb els romans d'Orient va reprendre el 1296. A Vervaina, entre Tripolitza i Esparta, hi havia un bell prat, davant el qual es feia una fira anual a mitjan juny; era una posició central, de manera que tant grecs com francs acudien allí per comprar i vendre; aquest tipus de festivals eren habituals en època franca com en els temps clàssics, i un dels privilegis que Andrònic III va concedir als monemvasiotes era la protecció especial a totes les fires del Peloponès; en aquesta ocasió un cavaller francès, que passava dificultats economiques, va arribar a paraules amb un venedor de seda grec, i de les paraules l'arrogant franc va passar als cops. El mercader de seda va tornar a casa seva murmurant venjança i va concebre el disseny de la captura del castell de Sant Jordi, que, des de la seva situació dominant davant de Skorta, seria un premi particularment acceptable per a l'emperador. Havent guanyat dos traïdors dins les muralles del castell, va confiar el seu pla a un compatriota de Skorta, que manava un cos de mercenaris turcs al servei imperial; es va escollir una nit de lluna per a l'empresa, i els traïdors van fer la seva feina i, l'endemà al matí, l'àguila bicèfala dels romans d'Orient s'alçava a la torre del castell i la guarnició turca muntava guàrdia a les muralles. Quan el príncep Florenci d'Avesnes-Hainaut va saber la notícia a la seva residència preferida d'Andravida, va marxar de seguida per assetjar la fortalesa perduda i va jurar que es quedaria allà fins que la reconquerís; va convocar un experimentat enginyer venecià de Coron que va fer algun mal a la torre, mentre que va fortificar una posició rere l'altre i va construir un altre castell que va anomenar Beaufort, potser idèntic al «Castell de la Fira» (Oraiokastro) a les muntanyes darrere d'Astros, per dominar el pas a Escorta, i tot i que va rebre soldats des de la Pulla i va obtenir arquers i llancers d'un poderós cap eslau que governava a Maina, el castell resistia. Per fi, quan va arribar l'hivern, Florenci es va retirar. Va morir el 23 de gener de 1297.
La Cronica de Morea en la versió aragonesa, relata els fets de manera diferent; diu que el governador romà d'Orient va comprar tots els cavalls possibles als francs en temps de pau i després va buscar una excusa per la guerra quan els francs no tenien gaires cavalls; els romans d'Orient van ocupar Nikli, que fou destruida, i també fou ocupada Khalandritza, edificant els castells de Palaio-Muchli (prop de la moderna línia fèrria entre Argos i Tripolitza) i de Cepiana (l'antiga Nestane), una mica al nord de l'anterior, per dominar la plana.